# لورينزو كامبانير
لورينزو كامبانير (بالإيطالية: Lorenzo Campaner)‏، (مواليد 8 فبراير 2003) هو لاعب كرة قدم إيطالي يلعب لنادي براتو على سبيل الإعارة من نادي سامبدوريا الإيطالي.